# Albert d'Olivier de Pezet
Pour les articles homonymes, voir Pezet.
Albert Joseph Augustin d'Olivier de Pezet, né le 7 avril 1792 à Carpentras (Vaucluse) et mort le 13 décembre 1867 à Avignon (Vaucluse), est un homme politique français.

## Biographie
Fils Gabriel Raymond Jean-de-Dieu-François d'Olivier de Pezet (Docteur en droit, professeur à l'université d'Avignon, et conseiller doyen de la cour de Nîmes), il se marie en 1829 à Tarascon. Il fera sa carrière professionnelle en tant que militaire, dans le génie.

## Carrière politique
Albert d'Olivier de Pezet commença sa carrière politique en tant que maire d'Avignon. Il se présenta plusieurs fois au poste de député de Vaucluse, mais ne fut élu qu'en 1849, jusqu'en 1851.

## À voir aussi